# Gerald Nutz
Gerald Nutz (Judenburg, 25 gennaio 1994) è un calciatore austriaco, centrocampista del Feldbach.

## Caratteristiche tecniche
È un centrocampista centrale.

## Carriera
Cresciuto nelle giovanili del Kapfenberger, ha esordito in prima squadra il 13 settembre 2013 in occasione del match vinto 2-0 contro il Liefering.